# Tiruvallur (dystrykt)

Dystrykt Tiruvallur na mapie stanu Tamilnadu

Tiruvallur – jeden z dystryktów stanu Tamilnadu (Indie). Od południa graniczy z dystryktem Kanchipuram, od południowego zachodu z dystryktem Vellore, od północy ze stanem Andhra Pradesh i z Zatoką Bengalską na wschodzie. Stolicą dystryktu Tiruvallur jest miasto Tiruvallur.